# Abingdon Boys School
Gli Abingdon Boys School (アビングドンボーイズスクール?, Abingudon bōizu sukūru, reso graficamente come abingdon boys school, talvolta abbreviato in a.b.s.) sono un gruppo musicale rock giapponese.

## Formazione
- Takanori Nishikawa (aka T.M.Revolution) (西川貴教?, Nishikawa Takanori) – voce (2005-presente)
- Sunao Sakurai – chitarra solista (2005 - presente)
- Hiroshi Shibasaki (柴崎 浩?, Shibasaki Hiroshi) – chitarra ritmica (2005-presente)
- Toshiyuki Kishi (岸 利至?, Kishi Toshiyuki) – tastiere, programmazione (2005-presente)

### Musicisti di supporto
- Ikuo Shibutani – basso (2005-presente)
- Koji Hasegawa (長谷川 浩二?, Hasegawa Kōji) – batteria (2005-presente)

## Discografia

### Singoli
Tutti pubblicati su CD
- 6 dicembre 2006 — INNOCENT SORROW; Oricon Top 200 della settimana: numero 4[1]; Il brano è stato usato anche come sigla di apertura per l'anime D.Gray-man. Copie vendute 75.533
- 16 maggio 2007 — HOWLING; * Oricon Top 200 della settimana: numero 4[2]. Il brano è stato usato anche come sigla di apertura per l'anime Darker than Black. Copie vendute 60.947
- 4 luglio 2007 — Nephilim; Oricon Top 200 della settimana: numero 5[3]. Il brano è stato usato anche per il videogioco Folklore. . Copie vendute 35.715
- 5 dicembre 2007 — BLADE CHORD;  Oricon Top 200 della settimana: numero 2[4]. Il brano è stato usato anche per il videogioco Sengoku Basara 2: Heroes. Copie vendute 26.922
- 25 febbraio 2009 — STRENGHT; Oricon Top 200 della settimana: numero 4[5]. Il brano è stato usato anche come sigla di chiusura per l'anime Soul Eater. Copie vendute 36.857
- 20 maggio 2009 — JAP; Oricon Top 200 della settimana: numero 4[6] Presente in Sengoku Basara Battle Heroes e sigla iniziale della serie animata di Sengoku Basara. Copie vendute 51.596
- 26 agosto 2009 — Kimi no uta (キミノウタ?); Oricon Top 200 della settimana: numero 8[7]. Il brano è stato anche usato come sigla di apertura per l'anime Tokyo Magnitude 8.0. Copie vendute 30.580
- 16 dicembre 2009 — From Dusk Till Dawn; Oricon Top 200 della settimana: numero 3[8]. Il brano è stato anche usato come sigla di chiusura per l'anime Darker than Black: Ryūsei no Gemini.

### Album
- 17 ottobre 2007 — Abingdon Boys School; Oricon Top 200 della settimana: numero 2[9]. Copie vendute 69.796
- 30 ottobre 2009 — Teaching Materials
- 27 gennaio 2010 — Abingdon Road